# マキシラリア・ソフロニティス
マキシラリア・ソフロニティス　Maxillaria sophronitis はラン科植物の1つで、匍匐する小型の植物。赤い小さな花をつける。

## 特徴

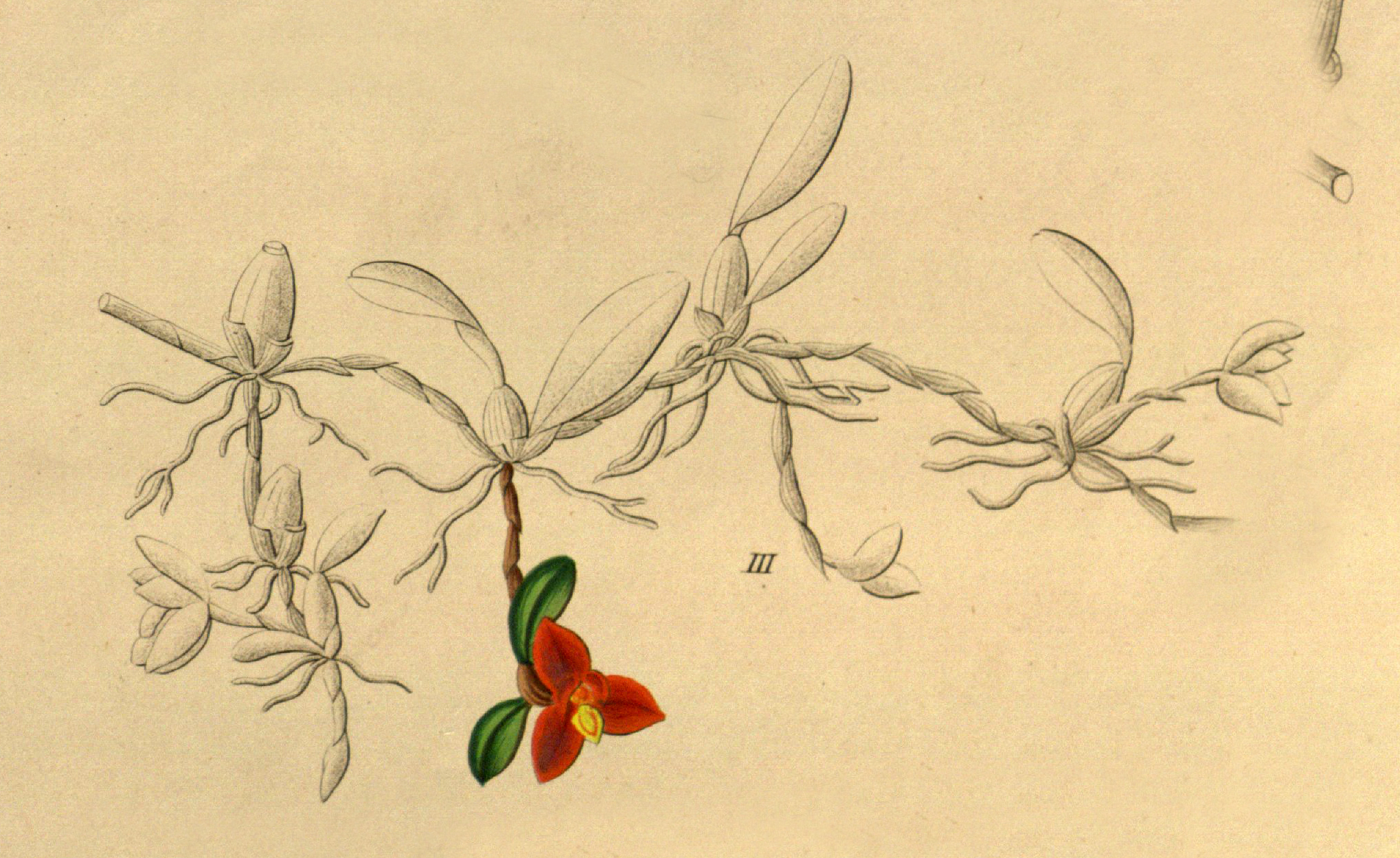
図版

匍匐茎を伸ばす小型の多年草。偽鱗茎は匍匐茎の上に互いに2.5-3.5cmほど離れて生じ、長さは約1.2cmで濁った褐色を呈する。形は扁平な球形で先端に葉を1枚付け、基部は1-2枚の鞘で包まれ、この鞘の先端にも葉身がある。葉身は長楕円形で針のようにとがり、長さは約2cmで革質。肉厚で表面には光沢がある。
花期は春から夏までで、短い花柄が偽鱗茎の基部から出て、先端に花を1つつける。花は平らに開くことなく、萼と側花弁は橙赤色で唇弁は黄色い。背萼片は楕円形で先端は針のように突き出しており、長さ1cm。側萼片はそれよりやや大きく、メンタムははっきりしない。側花弁は倒卵形で先端は針状、長さは約0.8cm。唇弁は大きく3つに裂け、長さは約0.3cm。側裂片は丸くて上向きに曲がり、先端の縁には歯のような凹凸があり、内側に巻く。中裂片は卵形で乳頭状突起があり、縁は歯状。唇弁の上のカルスは隆起して、その表面は滑らか。蘂柱は長さ0.5cm。

## 分布
ベネズエラに分布する。
本種は1844年に J. W, Moritz と H. Wagener が海抜1200mの地域で採集したものである。

## 利用
洋ランの1つとして観賞用に栽培される。花は小さいが色鮮やかで鑑賞価値がある。栽培も容易でよく増える。